# Karl Hofstetter (Politiker)
Karl Hofstetter (* 21. September 1912 in Groß-Inzersdorf; † 4. April 2007 in Traiskirchen-Möllersdorf) war ein österreichischer Politiker (ÖVP), Landwirt und Weinbauer. Er war von 1962 bis 1974 Abgeordneter zum österreichischen Nationalrat.
Hofstetter besuchte die Volks- und Hauptschule und absolvierte danach die das Francisco Josephinum in Mödling. Er erlernte den Beruf des Landwirts und war in der Folge als Landwirt und Weinhauer tätig. Politisch engagierte er sich als Obmann der Bezirksbauernkammer Baden, zudem war er Obmann der Landwirtschaftlichen Genossenschaft Guntramsdorf, Obmann des Bezirksbauernrates Baden des Niederösterreichischen Bauernbundes und Vorsitzender des Aufsichtsrates der Raiffeisenkasse Baden. Er vertrat die ÖVP zwischen dem 14. Dezember 1962 und dem 5. Juli 1974 im Nationalrat.

## Auszeichnungen
- 1974: Großes Goldenes Ehrenzeichen für Verdienste um die Republik Österreich[1]